# Cnaphalocrocis bilinealis
Cnaphalocrocis bilinealis là một loài bướm đêm trong họ Crambidae.